# Renzo Minoli
Renzo Minoli, né le 6 mai 1904 à Milan et mort le 18 avril 1965 dans la même ville, est un escrimeur italien, ayant pour arme l'épée.

## Biographie
Renzo Minoli est sacré champion olympique d'escrime dans l'épreuve d'épée par équipes aux Jeux olympiques d'été de 1928 à Amsterdam. Il remporte ensuite une médaille d'argent dans l'épreuve d'épée par équipes aux Jeux olympiques d'été de 1932 à Los Angeles.